# ای‌بی-۹۵
ای‌بی-۹۵ (به انگلیسی: Aero_Boero_AB-95) یک هواگرد ملخ‌پیشین تک‌موتوره از نوع ترابری ساخت شرکت Aero Boero S.A. است. هواگرد ای‌بی-۹۵ نخستین پروازش را در ۱۲ مارس ۱۹۵۹ میلادی انجام داد. این هواگرد در سال ۱۹۶۱ میلادی رسماً معرفی گردید و در سال‌های ۱۹۶۱–۱۹۶۹ تولید شده‌است.